# Belturbet
Belturbet (in irlandese: Béal Tairbirt ; che significa "bocca dell'istmo") è una cittadina nella contea di Cavan, in Irlanda sulle rive del fiume Erne.